# Исхаков, Гусман Гумерович
Гусман Гумерович Исхаков (род. 25 мая 1957, Казань) — муфтий, председатель Духовного управления мусульман Татарстана (1998—2011), председатель Ассоциации мусульманских религиозных организаций «Казанский муфтият».

## Биография
- Родился 25 мая 1957 года в городе Казани, Республика Татарстан.
- 1964 — 74 годы учился в средней школе № 129 г.
- 1975-77 служба в рядах Советской Армии (ГСВГ)
- 1978—1982 студент медресе «Мир Араб» — г.Бухара, Узбекистан
- 1982—1984 ответственный секретарь Духовного Управления Мусульман Европейской части СССР и Сибири — г. Уфа;
- 1984—1985 студент Шариатского факультета Исламского университета — г. Триполи, Ливия;
- 1985—1994 имам-хатыб центральной мечети г. Октябрьский;
- 1991—1994 ректор мусульманского медресе «Нуруль-Ислам», г.Октябрьский Республики Башкортостан, народный депутат горсовета;
- 1994—1998 первый заместитель муфтия РТ — г. Казань;
- 1998—2006 ректор Российского исламского университета;
- 14 февраля 1998 года на Объединительном съезде мусульман избран Председателем Духовного управления мусульман РТ, Муфтием. С мая 2000 г. — председатель централизованной организации — Ассоциации мусульманских религиозных организаций «Казанский муфтият».
- 13 января 2011 года на пленуме рассматривается вопрос об отставке с поста Председателя Духовного управления мусульман Республики Татарстан.
- 2011: ушёл в отставку.

## Звания и награды
- С 1997 года является почетным академиком Российской академии гуманитарных наук.
- В 2006 году он избран членом Общественной палаты РТ.
- В 2005 году избран вице-президентом Исламского Совета Евразии (штаб-квартира в г. Анкаре).
- Орден Дружбы (19 ноября 2007 года) — за заслуги в развитии духовной культуры и укреплении дружбы между народами[1].

## Прочее
Владеет арабским языком, автор нескольких богословских книг.